# Mimapomecyna flavostictica
Mimapomecyna flavostictica là một loài bọ cánh cứng trong họ Cerambycidae.